# Publicación defensiva

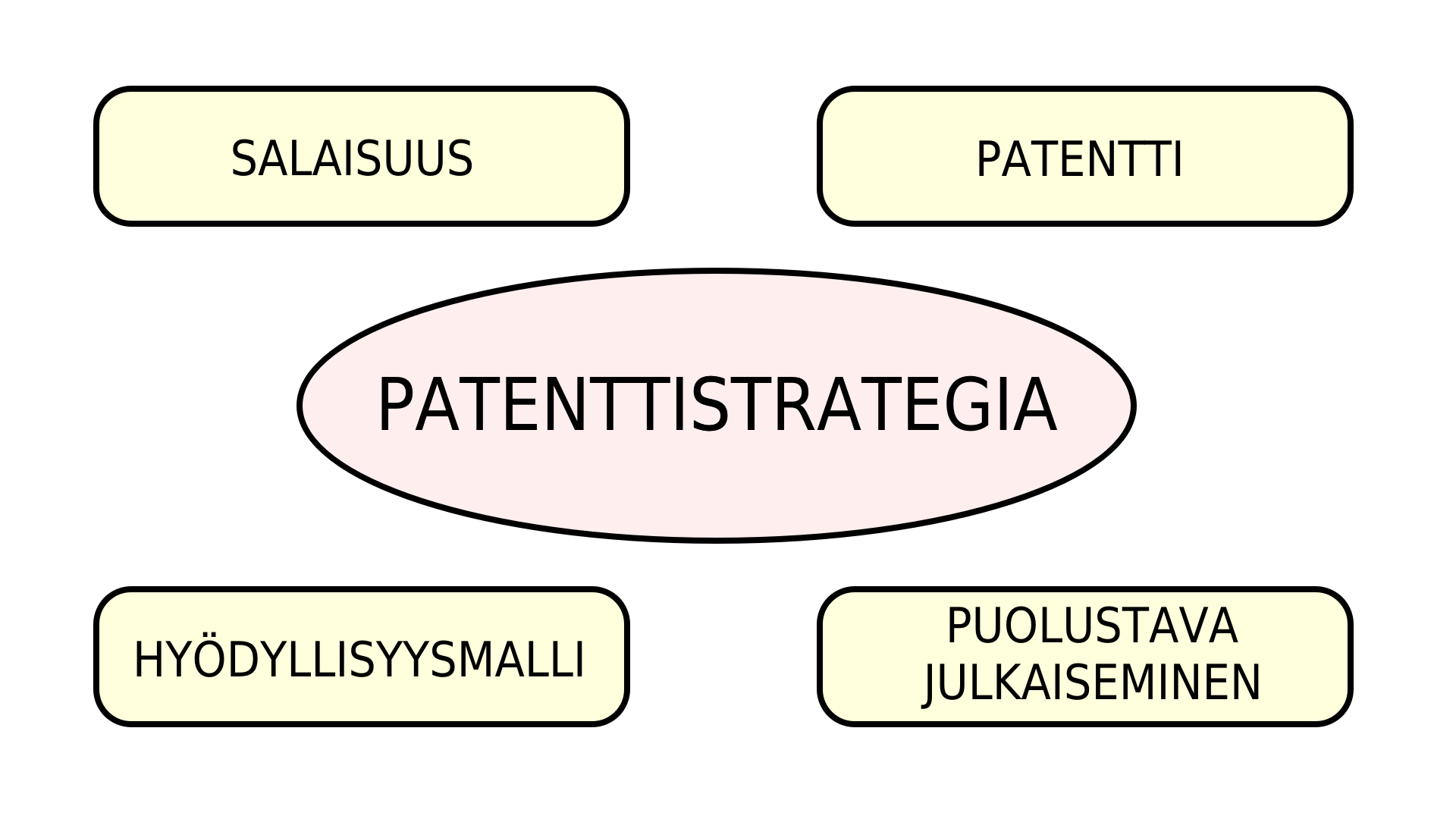
El inventor debe resolver un problema básico: ¿qué hacer con la invención? La elección es limitada: Secreto Patente Modelo de utilidad Publicación defensiva.

Una publicación defensiva es una estrategia de propiedad intelectual que se utiliza para evitar que otra entidad obtenga una patente sobre un producto, aparato o metodología. La estrategia consiste en divulgar una descripción relevante y/o dibujar el producto, el aparato o la metodología para que ingrese en el conocimiento público y se convierta en estado de la técnica. Por lo tanto, la publicación defensiva puede funcionar para vencer la novedad de una solicitud de patente. La publicación defensiva involuntaria por revelación incidental también puede convertir la propiedad intelectual en estado de la técnica.
Una de las razones por las que las empresas deciden utilizar publicaciones defensivas sobre patentes es el coste. En los Estados Unidos, por ejemplo, para publicar una solicitud de patente, se incurre al menos en una tarifa de presentación, tasa de examen, tarifas de búsqueda y tarifas de publicación anticipadas, que ascienden a varios cientos de dólares, y la obligación de cumplir con los requisitos de presentación para una solicitud de patente.
«La ruta de publicación defensiva es especialmente útil en innovaciones para las que no compensa el alto coste de una solicitud de patente, pero de las que los científicos quieren mantener su acceso».